# Habib Beye
Habib Frédéric Beye (Suresnes, Francia, 19 de octubre de 1977) es un exjugador y entrenador de fútbol francés nacionalizado senegalés. Actualmente dirige al Stade Rennes de la Ligue 1.

## Carrera como jugador

### Inicios
Nacido en Suresnes, en Altos del Sena, de padre senegalés y madre francesa, Beye comenzó a jugar al fútbol desde muy joven.Formado como defensa central en la ciudad deportiva del París Saint-Germain, fichó por el Racing de Estrasburgo en 1998 bajo la dirección de Jacky Duguépéroux donde debutó como profesional. Fue integrante del equipo que ganó la Copa de Francia en la temporada 2000-01, derrotando finalmente al Amiens en la tanda de penaltis, lo que ayudó a su equipo a lograr la clasificación para la Copa de la UEFA en la campaña siguiente.

### Olympique de Marsella
El 6 de agosto de 2003, firmó un contrato de tres años con el Olympique de Marsella bajo el mando de Alain Perrin, por una tarifa de €1,2 millones.Formó parte del equipo que alcanzó la final perdida de la Copa de la UEFA 2003-04.Posteriormente, se perdería solo un partido de la temporada 2004-05 , ya que su equipo quedó en quinto lugar, y luego extendió su contrato hasta 2008.

### Newcastle United
A finales de agosto de 2007, fue traspasado al Newcastle United por €3 millones.A partir de sus buenos rendimientos en la primera temporada, fue nombrado jugador de la temporada del club según los votos de los fanáticos en una encuesta organizada por Evening Chronicle y más tarde por los aficionados de las Urracas.
Después de que el equipo descendiera en la temporada 2008-09, los continuos problemas entre bastidores lo llevaron a declarar que tendría que dejar el club para salvar su carrera.

### Etapa final
A pesar de que el Hull City habían acordado por su transferencia el 6 de agosto de 2009,al día siguiente se anunció que su firma con el Aston Villa.Sin embargo, le resultó difícil tener oportunidades en el primer equipo, ya que jugadores como Carlos Cuéllar y Luke Young lo superaban en el orden jerárquico y, a menudo, se veía limitado a apariciones en el banquillo.
Después de hacer solo nueve apariciones desde el 2009, fue cedido al Doncaster Rovers en noviembre de 2011. En febrero de 2012, firmó un contrato por 18 meses luego de rescindir su vínculo con el equipo de Birmingham.No obstante, fue liberado al final de la temporada y se retiró después de una carrera profesional de 14 años con 448 partidos disputados y 14 goles convertidos.

## Selección nacional
Con doble nacionalidad senegalesa y francesa, Beye decidió representar a la selección de Senegal haciendo su debut oficial en un encuentro para la clasificación al Mundial 2002.Formó parte del equipo que terminó subcampeón en la Copa Africana de Naciones 2002 y luego alcanzó los cuartos de final en la Copa Mundial de la FIFA 2002.
En febrero de 2008, anunció su retiro del fútbol internacional en un esfuerzo por concentrarse en su carrera de club luego de quedar eliminado en la primera ronda de la Copa Africana de Naciones 2008.En total, disputó 45 partidos internacionales y marcó un solo gol.

### Participaciones en Copas del Mundo
| Mundial                        | Sede                  | Resultado        |
| ------------------------------ | --------------------- | ---------------- |
| Copa Mundial de Fútbol de 2002 | Corea del Sur y Japón | Cuartos de final |

## Carrera como entrenador

### Red Star
Luego de retirarse, Beye se convirtió en comentarista del canal francés Canal+. En mayo de 2021, fue nombrado asistente técnico del Red Star bajo la dirección de Vincent Bordot.Sin embargo, asumió al frente del primer equipo en el mes de septiembre después de solo disputarse seis encuentros en la temporada y, un mes más tarde, fue ratificado en su cargo.Tras dos temporadas de aceptables resultados, el 19 de abril de 2024, obtuvo el ascenso a la Ligue 2.Sin embargo, tres semanas después, se anunció su salida del club tras la expiración de su contrato.

### Stade Rennes
El 30 de enero de 2025, fue contratado como entrenador del Stade Rennes en reemplazo de Jorge Sampaoli.

## Clubes

### Como jugador
| Club                     | País       | Año       |
| ------------------------ | ---------- | --------- |
| Paris Saint-Germain "II" | Francia    | 1997-1998 |
| Racing de Estrasburgo    | Francia    | 1998-2003 |
| Olympique de Marsella    | Francia    | 2003-2007 |
| Newcastle United         | Inglaterra | 2007-2009 |
| Aston Villa              | Inglaterra | 2009-2011 |
| Doncaster Rovers         | Inglaterra | 2011-2012 |

### Como entrenador
| Club         | País    | Año           | PJ  | PG | PE | PP | Rendimiento |
| ------------ | ------- | ------------- | --- | -- | -- | -- | ----------- |
| Red Star     | Francia | 2021-2024     | 103 | 51 | 23 | 29 | 56.95%      |
| Stade Rennes | Francia | 2025-presente | 16  | 9  | 0  | 7  | 56.25%      |
| Total        | Total   | Total         | 119 | 60 | 23 | 36 | 56.86%      |

## Palmarés

### Como jugador

#### Campeonatos nacionales
| Título          | Club                  | País    | Año     |
| --------------- | --------------------- | ------- | ------- |
| Copa de Francia | Racing de Estrasburgo | Francia | 2000-01 |